# توپخانه ساحلی

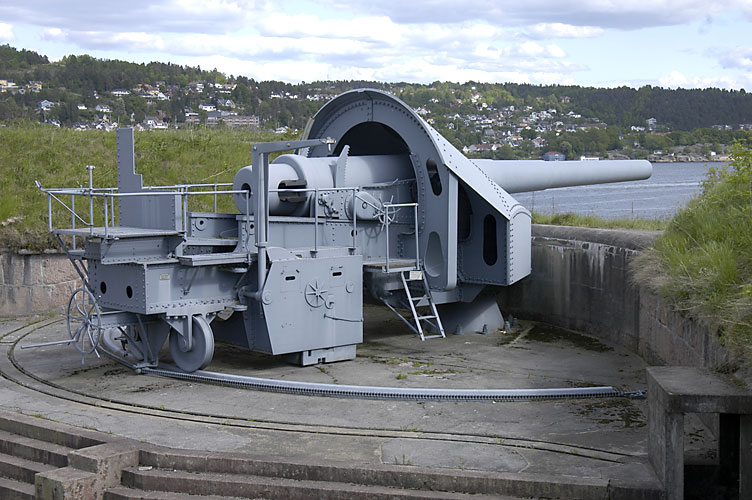
نمونه‌ای از توپخانه ساحلی در نروژ

توپخانه ساحلی (انگلیسی: Coastal artillery) شاخه‌ای از نیروهای مسلح است که با توپخانه ضد کشتی یا آتشبارهای ثابت در استحکامات ساحلی سروکار دارد.
از قرون وسطی تا جنگ جهانی دوم، توپخانه ساحلی و توپخانه دریایی به شکل توپ برای امور نظامی بسیار مهم بودند و عموماً حوزه‌هایی با بالاترین فناوری و هزینه سرمایه در میان تجهیزات را نشان می‌دادند. ظهور فناوری‌های قرن بیستم، به ویژه هوانوردی نظامی، هوانوردی دریایی، هواپیماهای جت و موشک‌های هدایت‌شونده، برتری توپ‌ها، ناوهای جنگی و توپخانه ساحلی را کاهش داد. در کشورهایی که توپخانه ساحلی منحل نشده است، این نیروها قابلیت‌های آبی-خاکی به دست آورده‌اند. در جنگ‌های ساحلی، توپخانه ساحلی متحرک مسلح به موشک‌های سطح به سطح هنوز هم می‌تواند برای جلوگیری از استفاده از خطوط دریایی مورد استفاده قرار گیرد.
مدت‌ها به‌عنوان یک قاعده کلی پذیرفته شده بود که یک توپ ساحلی معادل سه توپ دریایی با کالیبر یکسان است، به دلیل پایداری توپ ساحلی که دقت بسیار بالاتری نسبت به توپ‌های دریایی داشت. توپ‌های زمینی نیز در بیشتر موارد از حفاظت اضافی دیوارها یا تپه‌های خاکی بهره‌مند می‌شدند. برد توپخانه ساحلی مبتنی بر باروت نیز نقشی فرعی در حقوق بین‌الملل و دیپلماسی دارد، که در آن محدودیت سه مایلی "آب‌های ساحلی" یک کشور طبق قوانین آن کشور یا ایالت به رسمیت شناخته می‌شود.